# 돌리 드 레온
돌리 드 레온(Dolly de Leon, 1969년 4월 12일 ~ )은 필리핀의 배우이다. 루벤 외스틀룬드 감독의 영화 《슬픔의 삼각형》을 통해 굴드바게상 여우조연상, 로스앤젤레스 영화 비평가 협회상 조연상을 수상했다.

## 출연 작품

### 영화
- 슬픔의 삼각형 (2022년) - 애비게일 역